# Les Joyeux Compères
Pour les articles homonymes, voir Joyeux Compères.
Pour plus de détails, voir Fiche technique et Distribution.
Les Joyeux Compères (Them Thar Hills) est une comédie du cinéma américain de Charley Rogers, mettant en scène Laurel et Hardy, sortie en 1934.

## Synopsis
Oliver est malade et le médecin lui conseille de partir à la montagne pour se remettre en forme. Oliver et son ami Stanley y vont ensemble avec leur caravane. Il s'arrêtent près d'une maison où, il y a quelques heures, la police a arrêté des bandits fabriquant de l'alcool de contrebande; ceux-ci ont eu le temps de verser une partie de leur production dans un puits. Laurel et Hardy s'installent pour déjeuner et celui-là, pour les besoins de la cuisine, va chercher de l'eau au puits. Sans s'en rendre compte, ils commencent à s'enivrer. Un couple, dont la voiture est en panne, vient leur demander de l'aide. Pendant que le mari va chercher son automobile avec un bidon d'essence, sa femme reste avec Laurel et Hardy et s'enivre également. Le mari revient et n'est pas content de cette situation. Une bagarre s'ensuit. La caravane est détruite et le postérieur de Hardy est mis en feu.

## Fiche technique
- Titre original : Them Thar Hills
- Titre français : Les Joyeux Compères[1]
- Réalisation : Charley Rogers
- Photographie : Art Lloyd
- Montage : Bert Jordan
- Ingénieur du son : James Greene
- Producteur : Hal Roach
- Société de production : Hal Roach Studios
- Société de distribution : Metro-Goldwyn-Mayer
- Pays de production :  États-Unis
- Langue : anglais
- Format : Noir et blanc - 35 mm - 1,37:1  -  sonore
- Genre : comédie burlesque
- Longueur : deux bobines
- Durée : 21 minutes
- Date de sortie : 
  - États-Unis : 21 juillet 1934

## Distribution
Source principale de la distribution :
- Stan Laurel : Stan
- Oliver Hardy : Ollie
- Mae Busch : Mme Hall
- Charlie Hall[3] : Mr. Hall

Reste de la distribution non créditée :
- Richard Alexander : un contrebandier
- Eddie Baker : un officier de police
- Bobby Burns : un officier de police
- Baldwin Cooke : un officier de police
- Bobby Dunn : un contrebandier
- Billy Gilbert : le docteur
- Sam Lufkin : un contrebandier